# Carl Lücke
Carl Lücke (* 28. August 1863 auf Gut Schleßwitz, Kreis Wohlau; † 1. Juni 1934 in Berlin) war ein deutscher Verwaltungsbeamter, Parlamentarier und Richter.

## Leben
Carl Lücke studierte an der Georg-August-Universität Göttingen und der Friedrich-Wilhelms-Universität Berlin Rechtswissenschaften. 1882 wurde er Mitglied des Corps Bremensia Göttingen. Nach dem Studium und dem Vorbereitungsdienst trat er in den preußischen Staatsdienst. Als Regierungsassessor bei der Regierung in Oppeln, wurde er 1898 Landrat des Kreises Oppeln. Das Amt hatte er bis 1922 inne. 1925–1928 war Lücke Oberverwaltungsgerichtsrat am Preußischen Oberverwaltungsgericht in Berlin, wo er auch nach seiner Pensionierung im Haus Berliner Straße 66 in Wilmersdorf bis zu seinem Tod lebte.
Seit einer Nachwahl am 19. Oktober 1912 saß Lücke bis 1918 als Abgeordneter des Wahlkreises Oppeln 2 (Stadt- und Landkreis Oppeln) im Preußischen Abgeordnetenhaus. Er gehörte der Fraktion der Konservativen Partei an. Er war Mitglied des Provinziallandtags von Schlesien. 
Lücke war Hauptmann der Landwehr, Deichhauptmann und Mitglied der Landwirtschaftskammer. Er erhielt den Charakter als Geh. Regierungsrat.